# Čusovoj
Čusovoj (rusky Чусовой) je město v Permském kraji v Ruské federaci. Při sčítání lidu v roce 2010 měl bezmála sedmačtyřicet tisíc obyvatel.

## Poloha a doprava
Čusovoj leží na západním okraji Uralu přibližně 150 kilometrů severovýchodně od Permu, správní střediska kraje. Rozkládá se při ústí Vilvy do Usvy a ústí Usvy do Čusovaji v povodí Kamy.
Přes Čusovoj vede železniční trať z Permu do Jekatěrinburgu, ke které se zde připojuje vedlejší trať ze Solikamsku.

## Dějiny
Vesnice zde stála už od 16. století, ovšem jmenovala se Kamasino. Podstatný rozvoj nastal v roce 1874 v souvislosti se stavbou Uralské důlní železnice, která po trase Perm-Kušva-Jekatěrinburg jako první železniční trať překonala Ural. Zdejší nádraží bylo nazváno Čusovaja podle řeky. V roce 1878 byla trať otevřena a hned rok nato byla otevřena navazující vedlejší trať do Solikamsku.
V roce 1917 získala Čusovaja status sídlo městského typu a v roce 1933 se stala městem s novým jménem Čusovoj.

## Partnerská města
- Alexin, Rusko